# (473092) 2015 HU154
(473092) 2015 HU154 es un asteroide perteneciente al cinturón de asteroides, descubierto el 12 de septiembre de 2007 por el equipo del Mount Lemmon Survey desde el Observatorio del Monte Lemmon, Arizona, Estados Unidos.

## Designación y nombre
Designado provisionalmente como 2015 HU15.

## Características orbitales
2015 HU154 está situado a una distancia media del Sol de 2,788 ua, pudiendo alejarse hasta 3,037 ua y acercarse hasta 2,540 ua. Su excentricidad es 0,089 y la inclinación orbital 7,008 grados. Emplea 1700 días en completar una órbita alrededor del Sol.

## Características físicas
La magnitud absoluta de 2015 HU154 es 16,3.